# Un'emozione per sempre
Un'emozione per sempre è una canzone cantata da Eros Ramazzotti e scritta insieme a Adelio Cogliati, Claudio Guidetti e Maurizio Fabrizio. Inizialmente la canzone fu scritta per Alex Baroni ma, in seguito alla morte del cantautore milanese, fu inserita nel nono album di Ramazzotti uscito nel 2003 9. Il brano ha partecipato al Festivalbar 2003, diventando un tormentone estivo di quell'anno e vincendo la manifestazione. È stato frequentemente trasmesso in radio, raggiungendo la posizione numero 1 dell'airplay.

## Descrizione
Il singolo, composto da Ramazzotti poco tempo dopo la separazione dalla sua prima moglie, la conduttrice televisiva Michelle Hunziker, racconta la storia di un amore finito ma indimenticabile, che porta chi lo ha vissuto a ricordare molti momenti felici vissuti durante la relazione ed a ritenere che certi amori lascino un segno perpetuo. Il brano, che Ramazzotti affermò di aver voluto cantare in onore di Baroni, ha ottenuto un enorme successo in Italia: messo in commercio il 12 maggio del 2003, il disco debutta nella classifica dei singoli più venduti tre giorni dopo, direttamente al primo posto, dove rimarrà per sei settimane consecutive. Inoltre il disco rimane in classifica nella top 20 per ben 20 settimane, diventando di fatto uno dei maggiori successi del cantautore romano.
In Ungheria il singolo di Eros Ramazzotti rimase per ben otto settimane consecutive alla posizione numero 1 della classifica.

## Il video
Il video di Un'emozione per sempre, diretto da Martin Weisz e montato da Igor Ragazzi, è stato prodotto per la Back Draft da Francesca Chiappetta. Protagonista del video è una ragazza dai capelli scuri, alla guida di un'automobile decappottabile per una lunga strada in Messico. La giovane si ferma ad una stazione di servizio dove lascia l'automobile al meccanico, per poi passeggiare per le strade del villaggio vicino. Tutti i personaggi che la ragazza incontra hanno il viso di Eros Ramazzotti.

## Tracce
CD Maxi
1. Un'emozione per sempre - 3:56
2. Una emoción para siempre - 3:56
3. Un angelo non è (Live) - 5:21

CD-Single
1. Un'emozione per sempre - 3:56
2. Una emoción para siempre - 3:56

## Formazione
- Eros Ramazzotti - voce, cori, percussioni
- Paolo Costa - basso
- Alfredo Golino - batteria
- Claudio Guidetti - chitarra acustica, cori, chitarra elettrica, chitarra baritona, chitarra a 12 corde, mandolino, pianoforte
- Max Costa - tastiera, programmazione
- Celso Valli - tastiera, organo Hammond, pianoforte

## Classifiche
| Classifica (2003) | Posizione massima |
| ----------------- | ----------------- |
| Austria           | 31                |
| Belgio (Fiandre)  | 36                |
| Belgio (Vallonia) | 25                |
| Croazia           | 1                 |
| Francia           | 61                |
| Italia            | 1                 |
| Paesi Bassi       | 43                |
| Svizzera          | 1                 |
| Ungheria          | 1                 |

### Classifiche di fine anno
| Classifica (2003) | Posizione |
| ----------------- | --------- |
| Italia            | 8         |
| Svizzera          | 32        |